# جورج اشال
جورج اشال (انگلیسی: George Ashall; ۲۹ سپتامبر ۱۹۱۱ – مه ۱۹۹۸) بازیکن فوتبال اهل بریتانیا بود.
از باشگاه‌هایی که در آن بازی کرده‌است می‌توان به باشگاه فوتبال ولورهمپتون واندررز، باشگاه فوتبال کاونتری سیتی، و باشگاه فوتبال نورث‌همپتون تاون اشاره کرد.